# Deformacja ciągła
Deformacja ciągła, odkształcenie ciągłe – deformacja, która nie prowadzi do przerwania ciągłości ośrodka ulegającego odkształceniu. Do grupy deformacji ciągłych należą fałdy. Deformacją na pograniczu odkształcenia ciągłego i nieciągłego jest fleksura.
W górnictwie jest to zniekształcenie górotworu lub jego przypowierzchniowej warstwy (terenu). Zniekształcenia spowodowane wpływami eksploatacji górniczej (niecka obniżeniowa) określane wartościami tzw. wskaźników deformacji, z których najczęściej stosowane w praktyce inżynierskiej to: obniżenie – jako rodzaj przemieszczenia pionowego, nachylenie, krzywizna i jej promień, przemieszczenie poziome, odkształcenie poziome, odkształcenie pionowe.